# Yevgueni Cherepovski
Yevgueni Mykolaiovych Cherepovski –en ruso, Евгений Николаевич Череповский– (17 de octubre de 1934-12 de julio de 1994) fue un deportista soviético que compitió en esgrima, especialista en la modalidad de sable.
Participó en dos Juegos Olímpicos de Verano en los años 1956 y 1960, obteniendo una medalla de bronce en Melbourne 1956 en la prueba por equipos. Ganó cuatro medallas en el Campeonato Mundial de Esgrima entre los años 1955 y 1961.

## Palmarés internacional
| Juegos Olímpicos   | Juegos Olímpicos      | Juegos Olímpicos  | Juegos Olímpicos  |
| Año                | Lugar                 | Medalla           | Prueba            |
| ------------------ | --------------------- | ----------------- | ----------------- |
| 1956               | Melbourne (Australia) | Medalla de bronce | Sable por equipos |
| Campeonato Mundial |                       |                   |                   |
| Año                | Lugar                 | Medalla           | Prueba            |
| 1955               | Roma (Italia)         | Medalla de bronce | Sable por equipos |
| 1957               | París (Francia)       | Medalla de plata  | Sable por equipos |
| 1959               | Budapest (Hungría)    | Medalla de bronce | Sable por equipos |
| 1961               | Turín (Italia)        | Medalla de plata  | Sable por equipos |